# Boronia alulata
Boronia alulata är en vinruteväxtart som beskrevs av Soland. och George Bentham. Boronia alulata ingår i släktet Boronia och familjen vinruteväxter. Inga underarter finns listade i Catalogue of Life.